# Иодид вольфрама(II)
Иодид вольфрама(II) — неорганическое соединение, соль металла вольфрама и иодоводородной кислоты с формулой WI2, 
бурый аморфный порошок, 
не растворяется в холодной воде, реагирует с горячей.

## Получение
- Пропускание паров иода над порошкообразным вольфрамом:

{\displaystyle {\mathsf {W+I_{2}\ {\xrightarrow {950^{o}C}}\ WI_{2}}}}
- Разложение иодида вольфрама(IV) при нагревании:

{\displaystyle {\mathsf {WI_{4}\ {\xrightarrow {T}}\ WI_{2}+I_{2}}}}
- Реакция хлорида вольфрама(VI) и иодоводорода:

{\displaystyle {\mathsf {WCl_{6}+6HI\ {\xrightarrow {400-450^{o}C}}\ WI_{2}+6HCl+2I_{2}}}}

## Физические свойства
Иодид вольфрама(II) образует бурый аморфный порошок, 
не растворяется в холодной воде, этаноле, сероуглероде,
реагирует с горячей водой.
Молекулы иодида вольфрама гексамерны и имеют строение [W6I8]I4.

## Химические свойства
- Реагирует с горячей водой:

{\displaystyle {\mathsf {WI_{2}+2H_{2}O\ {\xrightarrow {80^{o}C}}\ WO_{2}\downarrow +2HI+H_{2}\uparrow }}}
- Окисляется при нагревании на воздухе:

{\displaystyle {\mathsf {WI_{2}+O_{2}\ {\xrightarrow {}}\ WO_{2}+I_{2}}}}
- Восстанавливается водородом до металлического вольфрама:

{\displaystyle {\mathsf {WI_{2}+H_{2}\ {\xrightarrow {500^{o}C}}\ W+2HI}}}
- Реагирует с хлором и бромом при нагревании:

{\displaystyle {\mathsf {WI_{2}+Cl_{2}\ {\xrightarrow {250^{o}C}}\ WCl_{2}+I_{2}}}}
{\displaystyle {\mathsf {WI_{2}+Br_{2}\ {\xrightarrow {350^{o}C}}\ WBr_{2}+I_{2}}}}